# Herenhuis Cohn-Donnay
Het Herenhuis of Hôtel Cohn-Donnay is een herenhuis aan de Koningsstraat te Sint-Joost-ten-Node in Brussel dat dateert van 1836. Het werd in neoclassicistische stijl gebouwd, inclusief het bijgebouw, de stallen en de koetshuizen aan de Poststraat. Het echtpaar Cohn-Donnay liet de woning in 1904 zodanig verbouwen in art nouveau-stijl dat het een icoon van deze stijl zou worden. Gevels, interieur en meubilair, het muziekpaviljoen en de wintertuin zijn sinds 1988 beschermd volgens koninklijk besluit.

## Heraankleding
De uit Duitsland afkomstige zakenman Berthold Cohn vestigde zich in 1902 in België om er twee grootwarenhuizen te openen. Het ene werd gebouwd in de Nieuwstraat in Brussel, op de hoek met de Sint-Michielsstraat, en het andere in Luik, in de Rue de l’université.
Het echtpaar Cohn-Donnay deed in 1904 een beroep op architect Paul Hamesse om de woning te verbouwen. De façade van het gebouw werd aangepast aan de smaak van de tijd. Het gebouw kreeg een echte heraankleding variërend van het neoclassicisme tot art nouveau. Zowel de buiten- als binnenkant nam Paul Hamesse onder handen.

## Uitbreidingen
Hamesse bouwde achter de woning een beglaasde galerij die leidde naar een concertzaal, aangrenzend aan het bijgebouw aan de Poststraat. De bijgebouwen werden verhoogd met anderhalve verdieping in "Schemmestein" of portlandsteen om er woonruimte te creëren. Binnen werd de begane grond heringericht tot conciërgewoning met daarnaast paardenstallen en opslagplaatsen.

## Interieur
Het interieur werd voorzien van meubilair in Moderne stijl dat perfect samenvoegde met zijn architecturale omgeving. Het interieur werd gerestaureerd en heringericht in 1980, zodat het een geheel werd met de startende brasserie. De tuin - waarin de brasserie is ondergebracht – werd overdekt met een deels houten deels glazen dak met metalen gebinte en stijlen.

## Façade
Ondanks de groene gevelkleur die er in 1904 nog niet was, is de gevel zelf neoclassicistisch gebleven. Hamesse voegde er wel details aan toe, zoals de erker.

## Joodse vrijmetselaarsloge
In de eerste helft van de twintigste eeuw kwam de enige Belgische joodse vrijmetselaarsloge samen op de eerste verdieping.

## De Ultieme Hallucinatie
In 1980 werd het herenhuis in gebruik genomen als brasserie-restaurant, onder de naam De Ultieme Hallucinatie.
Na het overlijden van de eigenaar was het restaurant van 2009 tot 2013 gesloten. De Schaarbeekse schepen voor Jeugd en Sport Sait Köse (DéFI) kocht het in 2012 en heropende het restaurant. In 2016 werd het restaurant failliet verklaard.
In 2018 veranderde het pand weer van eigenaar en kwam het in handen van de familie Waldhaus die er vanaf 2019 terug een restaurant opende met dezelfde naam.